# آني كولينز
آني كولينز (بالإنجليزية: Annie Collins)‏ هي مونتيرة نيوزيلندية، ولدت في القرن العشرين.

## وصلات خارجية
- آني كولينز على موقع IMDb (الإنجليزية)
- آني كولينز على موقع قاعدة بيانات الفيلم (الإنجليزية)